# Immorality Act
Der Immorality Act, Act No. 2 / 1927 (Afrikaans: Ontugwet, deutsch etwa: „Unsittlichkeitsgesetz“) war ein Gesetz zur Umsetzung der südafrikanischen Rassentrennungspolitik.

## Details
Im Jahr 1927 erließ man den Immorality Act, der sexuelle Beziehungen zwischen Weißen und Schwarzen untersagte. Nach dem Wahlsieg der Nationalen Partei 1948 verabschiedete das Parlament verschärfte Gesetze zur Rassentrennung. Mischehen wurden in Südafrika im Jahr 1949 durch den Prohibition of Mixed Marriages Act verboten.
1950 stellte ein Ergänzungsgesetz des Immorality Acts (Immorality Amendment Act No 21) nun auch Sexualverkehr zwischen Weißen und allen nichtweißen Personen, die seit 1950 durch den Population Registration Act bestimmt wurden, unter Strafe. Im Jahre 1957 wurden die Regelung mit einem weiteren Gesetz, dem Immorality Act No 23, weiter verschärft. Nun betrug die Höchststrafe sieben Jahre, und bereits der Versuch der Gesetzesübertretung bzw. die "Äußerung des Begehrens" wurde unter Strafe gestellt.
Aufgrund des Immorality Acts spürte die Polizei gemischte Paare auf, die unter Verdacht standen, in einer eheähnlichen Beziehung zu stehen. Dabei wurde auch die Intimsphäre nicht respektiert, da die Polizei in Häuser eindrang, um die Paare in entsprechenden Situationen anzutreffen. Außerdem wurde Unterwäsche als forensisches Beweismittel verwendet. Die meisten verurteilten Paare mussten Gefängnisstrafen verbüßen, wobei Schwarze oft härter bestraft wurden als Weiße. Einer der ersten Verurteilten war ein Pfarrer der Cape Dutch Reformed Church, der beim Sex mit einer Hausangestellten angetroffen wurde und daraufhin eine Bewährungsstrafe erhielt. Bis 1960 wurden etwa 4000 Personen nach dem Immorality Act zu Haftstrafen verurteilt.
Im Jahre 1985 wurde der Immorality Act durch den Immorality and Prohibition of Mixed Marriages Amendment Act, 1985 durch den Staatspräsidenten Pieter Willem Botha insoweit geändert, dass Geschlechtsverkehr von Weißen mit Nicht-Weißen nicht mehr unter Strafe stand.